# Сулка
Сулка — предположительно изолированный папуасский язык, который разбросан по всей восточной оконечности острова Новая Британия. На нём говорят в Папуа — Новой Гвинее, в провинции Восточная Новая Британия, районе Восточный Помио, побережье Уайд Бэй. Существует ряд доказательств, что он может быть связан с языками кол и баининг. Имеет ряд диалектов.